# Мілошувка
Мілошувка (пол. Miłoszówka) — село в Польщі, у гміні Юзефув-над-Віслою Опольського повіту Люблінського воєводства.
Населення — 103 особи (2011).

## Демографія
Демографічна структура станом на 31 березня 2011 року:
|          | Загалом | Допрацездатний вік | Працездатний вік | Постпрацездатний вік |
| -------- | ------- | ------------------ | ---------------- | -------------------- |
| Чоловіки | 52      | 13                 | 34               | 5                    |
| Жінки    | 51      | 7                  | 26               | 18                   |
| Разом    | 103     | 20                 | 60               | 23                   |